# San Juan de la Vega
San Juan de la Vega, o simplemente San Juan, es una localidad mexicana en el municipio de Celaya en Guanajuato. Tiene una población de 10 559 habitantes, siendo la cuarta localidad más poblada del municipio. Es un importante productor de zanahorias, cereales y jícama.

## Localización
La comunidad de San Juan de la Vega está situada a los 100°45'24" de longitud oeste del meridiano de Greenwich y a los 20°37'30" de latitud norte. Su altitud promedio sobre el nivel del mar es de 1777 metros. Ubicado a 13.5 km al sur de Comonfort, sobre la carretera federal 51 Celaya-San Miguel de Allende.
Colinda al norte con el Rancho de Guadalupe, Comonfort, Soria y Empalme Escobedo; al sur con Jauregui, Teneria del Santuario, San Miguel Octopan y San José de Mendoza; al este con las comunidades de Galvanes y Capulines y al oeste con San isidro de la Concepción, Presa Blanca, San Nicolas Esquiros y Roque.

## Clima
El territorio que comprende la comunidad forma parte de la zona del Bajío. El clima se define como mayormente semiseco/templado, presenta lluvias en verano con una precipitación media anual de 597 mm y no tiene una estación invernal definida. La temperatura mínima de 2.2 °C y una máxima de 42.6 °C.

## Historia
La tradición oral indica que la comunidad de San Juan de la Vega  nace en 1558, pues existe una referencia de que su fundación fue aproximadamente 12 años anterior a la de Celaya (1570).
La fundación de San Juan de la Vega coincidió con un martes, de carnaval y la imagen de santo patrono, san Juan Bautista,  existe desde entonces, resguardada por religiosos franciscanos y por el párroco encargado que residía en Santacruz de Comonfort. Entonces San Juan de la Vega contaba con tres mil habitantes.
Entre narraciones que han pasado de generación en generación, se cuenta que Juan Aquino de la Vega, era un rico minero de Guanajuato que participó significativamente en la fundación de San Juan de la Vega, Acompañado por el conde Jaral de Berrio, coloco una cruz como representación de la primera piedra, cinco metros al oriente y la misma distancia al occidente de la iglesia. Juan Aquino de la Vega era devoto de la imagen de San Juan Bautista y heredo a sus hijos por igual. Prometió a San Juan Bautista hacerle una fiesta cada año por haberle concedido el milagro de recuperar el oro que le habían robado, como parte de la promesa, la imagen de San Juan visitaría las casas de la comunidad, dando origen a los mayordomos de la fiesta y las velaciones.

## Fiestas
- 24 de febrero - Día de la Bandera
- 1 de mayo - Día del Trabajo
- 10 de mayo - Día de la Madre
- 13 de junio - San Antonio
- 24 de junio - San Juan Bautista
- 2 de noviembre - Día de Muertos
- 21 de noviembre - Virgen de la Soledad
- 12 de diciembre - Virgen de Guadalupe
- Carnaval San Juanito
- Semana Santa

## Escuelas
Nivel preescolar
- Antonio Caso
- Maria Montessori
- Agustín Yáñez
- Emma Godoy
- Colegio Guadalupe Victoria

Primaria
- Miguel Hidalgo
- Ignacio Allende
- Dr Jaime Torres Bodet
- La corregidora
- Emiliano Zapata
- La gran tenochtitlan

Secundaria
- Telesecundaria Número 31
- Secundaria Federal Otilio E montaño

Preparatoria
- Colegio de Estudios Científicos y Tecnológicos del Estado de Guanjuato(CECyTEG) (enlace roto disponible en Internet Archive; véase el historial, la primera versión y la última).